# Dasypolia episcopalis
Dasypolia episcopalis là một loài bướm đêm trong họ Noctuidae.